# مالیکورنی
مالیکورنی (به فرانسوی: Malicornay) یک کمون در فرانسه است که در اندر واقع شده‌است. مالیکورنی ۱۶٫۳۱ کیلومتر مربع مساحت و ۱۸۱ نفر جمعیت دارد و ۲۲۵ متر بالاتر از سطح دریا واقع شده‌است.